# Давит Чакветадзе
Давит Чакветадзе (Кутаиси, 18. октобар 1992) је руски рвач грчко-римским стилом грузијског порекла, и олимпијски победник. Рођен је у Грузији, али је одлучио да се пресели у Русији и представља је на међународним такмичењима. Првак Русије постао је 2015. и 2016. На Европским играма у Бакуу тријумфовао је 2015, а олимпијски победник постао је у Рио де Жанеиру 2016.